# Revenge of the Titans
Revenge of the Titans é um jogo no estilo tower defense, mas com elementos de RTS. O jogo foi desenvolvido pela Puppy Games. Ele é um dos jogos contidos na segunda compilação de jogos independentes do Humble Indie Bundle, sendo que seu lançamento oficial foi com o início das vendas da segunda versão da compilação. Apenas dia 16 de Março, o jogo foi lançado na plataforma Steam.

## Jogabilidade
Revenge of the Titans possui uma jogabilidade baseada em elementos de tower defense e estratégia em tempo real (RTS). O jogo possui então, torres que atacam e defendem e uma árvore de tecnologias para serem alcançadas e minerações. Em um tower defense comum, os inimigos seguem um caminho padrão. Já em Revenge of the Titans, o jogador deve tomar cuidado, pois os inimigos podem chegar as suas estruturas importantes por caminhos diferentes. Outra diferença entre outros jogos tower defense, as torres estão inseguras, podendo ser destruídas pelos inimigos.